# Eddie Campbell
Eddie Campbell é um artista de história em quadrinhos escocês. Provavelmente mais conhecido por seu trabalho de ilustrador e editor em From Hell (escrito por Alan Moore), Campbell é também o criador das histórias autobiográficas Alec e de Bachus, uma série de aventura sobre alguns deuses gregos que sobreviveram aos dias atuais.